# Lamantin
Lamantinul este un mamifer mare acvatic cunoscut câteodată sub numele vacă de mare (un nume care este folosit și pentru morsă, un animal diferit). Lamantinul este erbivor.

## Caracteristici generale
Lamantinul este un mamifer mare, cu o lungime a corpului de până la 3,5 m și o greutate de peste o tonă. Sunt animale acvatice, erbivore. Coada lor are o formă ovală.

## Ecologie
Din cauza taliei sale masive și greutății sale, lamantinul nu are prădători naturali.

## Dieta
Lamantinul este erbivor, hrănindu-se cu peste 60 de specii de plante de apă dulce și de apă sărată.

## Răspândire
Lamantinii trăiesc pe coasta oceanelor din Americi și în Marea Caraibelor. Specia Trichechus senegalensis trăiește și în Africa.